# Francisco Ruiz (conqueridor)
Francisco Ruiz va ser un conqueridor i explorador espanyol nascut a Càceres que al segle XVI va tenir sota el seu càrrec poblacions indígenes i territoris que avui en dia formen part dels actuals països de l'Equador, Colòmbia i Veneçuela en el que es coneixia per Nova Granada.
El 1547 se li va encarregar "descobrir" un camí des de Margarita a Tunja, per tal de facilitar l'aprovisionament del "nou regne" per terra. Posteriorment passa a gestionar la regió de Tunja que avui corresponen a les poblacions colombiana de Soracá i/o Cajicá.
Cap al 1560 empra mà d'obra indígena per un negoci tèxtil consistent en 3 manufactures que requereixen un mínim de cent indígenes cada una. El 1570 tenia quatre d'aquestes manufactures dedicades a fabricar draps i dues que feien barrets. Utilitzaven llana, lli, cotó i sisal. Els veïns, a més, podien utilitzar els nombrosos indígenes per fabricar sacs (un tipus de roba poc treballada).
En el període colonial l'Ecuador estava distribuït en repartiments pels ordinaris. El 1573 Francisco Ruiz tenia encomanats els repartiments de Chillo, Uyumbicho, Yumbos, Pifo, i es té constància que llurs pobladors tributaven a l'ordinari espanyol 3.700 pesos.